# Brachirus niger
Brachirus niger är en fiskart som först beskrevs av Macleay, 1880.  Brachirus niger ingår i släktet Brachirus och familjen tungefiskar. Inga underarter finns listade.